# Deep canvas
Deep canvas ("lienzo profundo" en castellano) es una técnica de coloreado y renderización basada en un programa de ordenador. La herramienta se creó para el film Tarzan (1999) de la productora Walt Disney Pictures y con ella se pretendía mejorar la sensación de profundidad en los decorados de las películas de animación. El término fue acuñado por el artista e ingeniero Eric Daniels, que es su creador. El software ganó un Oscar (Technical Achievement Award) en 2003.

El Deep Canvas significaba un gran avance en el mundo de la animación. Permitía conseguir un mayor nivel de realismo, aumentaba la libertad de "la cámara" que ahora se podía mover por dentro del decorado y además agilizaba el proceso tradicional de animación de copiar los fotogramas añadiendo ligeras variaciones. Ahora se podía duplicar automáticamente el trabajo hecho y añadir solo las modificaciones en vez de dibujarlo y pintarlo todo desde cero. Así lo expresaban el codirector de la película Kevin Lima, Dan St. Pierre (entonces presidente de Disney Feature Animation) y Doug Baile (jefe de decorados a la producción de Tarzan):
"Esto [el Deep Canvas] nos permite finalmente, hacer el que las películas de no animación pueden hacer con una Steadicam. Por primera vez podemos mover nuestra cámara por donde queramos del fondo, en vez de solo por capas planas de fondos bidimensionales." - Kevin Lima
"Una de las cosas más singulares del Deep Canvas es que permite a estos pintores de fondos tradicionales maravillosamente entrenados, crear ambientes enteros en vez de solo piezas de arte cuadradas y llanas. El software que hemos creado les permite pintar con un lápiz y una tablet de digitalización en un modelo tridimensional." - Don St. Pierre
"La idea de ser realmente capaz de pintar un fondo que se puede animar y ver desde todos los lados en una forma tridimensional es un sueño. La gente que prácticamente no tiene ninguna experiencia con ordenador se ha sumergido en el programa y en cuestión de semanas está pintando tan prolíficamente como lo hacían con las herramientas tradicionales de pintura." - Doug Baile
El primer paso de esta técnica es la creación de los escenarios como imágenes generadas por ordenador. Se crean modelos simplificados y tridimensionales. Sobre estos los artistas pueden pintar como si se tratara de un lienzo pero en lugar de hacerlo sobre una tela y con un pincel lo hacen sobre una tableta y con un puntero. El programa, que ofrece diferentes tipos de pincel y de grosor, graba información (localización, color, presión) sobre cada pincelada hecho que permite reproducir con facilidad aquello ya pintado. Antes de crear estas imágenes hace falta que el director sepa cuáles serán los movimientos de cámara de la secuencia. Finalmente se añaden los personajes bidimensionales dibujados y animados de la forma tradicional (fotograma a fotograma)
El Deep canvas se utilizó posteriormente en películas como Atlantis: El imperio perdido (2001) o El Planeta del Tesoro (2002).

## Historia

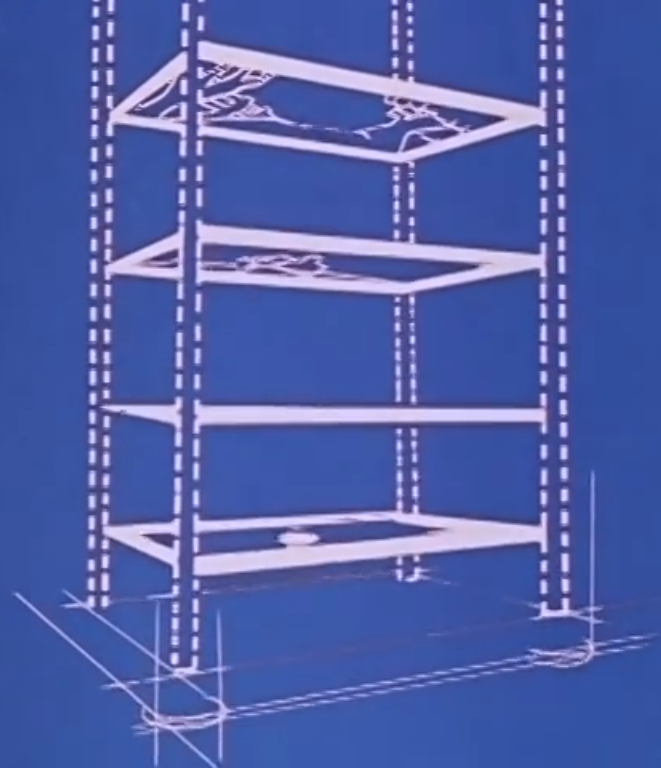
Plano de los apoyos para las láminas de una cámara multiplano.

Fue Dan St. Pierre, supervisor de diseño, quién plantó la primera semilla por el nacimiento de Deep canvas a mediados de años 90. Habiendo observado las limitaciones que el 2D imponía a la animación, presentó la cuestión al entonces director de Disney Feature Animation, Peter Schneider. La idea fue cogiendo forma, los estudios adquirieron nuevos ordenadores y Eric Daniels, supervisor de gráficos, reunió su equipo de expertos en software de producción digital e hicieron realidad el sueño de St.Pierre que pasó a ser director de arte en la producción de Tarzan. El nuevo software une todavía la animación tradicional con el mundo de los ordenadores. Tecnología tradicional y nueva. El coloreado a ordenador ya se había hecho posible con el CAPS (Computer Animation Production System) (Sistema de Producción de Animación a Ordenador) que posibilitaba pintar sobre dibujos escaneados.
El Deep canvas representa uno de los primeros pasos hacia la digitalización de la animación pero ni es el primero ni ha resultado ser el último. La productora Walt Disney ya había mostrado interés al mejorar los fondos de sus películas y a la década de los 30 inventó la Multiplane camera (cámara multiplano) que aportó cierto movimiento a los decorados creados en diferentes capas que se podían desplazar para dar paso a la cámara. El principal inconveniente de esta cámara era el coste que tenía, a menudo imposible de asumir por algunas productoras. Aun así era la mejor tecnología del momento y se siguió utilizando hasta la introducción de la computación en la animación.
Un año más tarde de la presentación del Deep canvas (con la película tarzan) la animación americana se lanzó hacia el mundo digital.